# إيمان، اتحاد، نظام

شعار باكستان، مع الشعار الوطني إيمان، اتحاد، نظم في اللفيفية أسفل الدرع.

"إيمان، اتحاد، نظم" ((بالأردوية: ایمان، اتحاد، نظم)‏؛ وتعني "الإيمان، الوحدة، الانضباط") هو الشعار الوطني لباكستان. يُعتبر المبدأ المرشد لقيام دولة باكستان. عند استقلال باكستان، تم تقديمه واعتماده كشعار وطني من قبل مؤسس البلاد محمد علي جناح. وهو مكتوب بالأردية في قاعدة شعار الدولة. وشعار الدولة نفسه عبارة عن تجميع لأربعة مكونات: إكليل زهور، هلال، نجمة ولفيفة، مع مكونات أخرى تُشكِّل أساس الزراعة في باكستان في الدرع المُحاط بأكاليل زهرة الياسمين، وشعار الهلال والنجمة في الأعلى.

## وصلات خارجية
- الموقع الرسمي
- Iman Ittihad Nazm  على فيسبوك.